# Lažnivka
Lažnivka je slovenski črno-beli dramski film iz leta 1965 v režiji Igorja Pretnarja po scenariju Dragoslava Ilića. Branka prek oglasa spozna inženirja, ki se izkaže za prevaranta.

## Igralci
- Dusan Antonijević kot stric
- Danilo Benedičič
- Ruša Bojc
- Angelca Hlebce kot Brankina mama
- Janko Hočevar
- Lidija Kozlovič
- Boris Kralj
- Marija Mastnak
- Snežana Mihajlović
- Vera Murko
- Majda Potokar kot Branka
- Irena Prosen kot Ranka
- Alenka Rančić
- Sava Sever
- Vera Šipov kot Beba
- Franek Trefalt
- Danilo Turk
- Bata Živojinović kot Bonivan
- Ivo Zor